# Robinson 2003
Robinson: La Gran Aventura 2003 fue la segunda temporada de la versión venezolana del programa sueco Expedición Robinson y que salió al aire en 2003. A diferencia de cualquier época anterior, esta temporada tuvo lugar en una montaña patagónica (Argentina). Durante la parte premerge del juego, el equipo del sur dominado por los desafíos de inmunidad, ganando los cinco, mientras que el equipo del Norte perdió la mayoría de sus miembros. Debido a la brecha de números de 8-3 entre las dos tribus, que se fusionaron cuando había once jugadores en el juego. Tras la fusión, los antiguos miembros del equipo del Sur comenzó a volverse contra sí dando lugar a cinco de sus antiguos miembros se vota fuera de la competición. Tras la eliminación del primer miembro del jurado Carlos Correa, el voto negro entró en juego. El voto negro dio a la persona eliminada en un consejo tribal el poder de votar en la siguiente. Cuando llegó el momento de la final a cuatro, los concursantes compitieron en dos desafíos. El ganador del primer reto, Raúl Arreaza, tuvo que votar a uno de los perdedores. Él optó por eliminar el único miembro del equipo del Norte permanece en el juego, Alfredo Gago. Los tres finales luego participaron en un desafío final en el que se elimina el perdedor. Alberto Vincentelli perdió el desafío y fue eliminado del juego. Finalmente, fue Graciela Boza ganado esta temporada sobre Raúl Arreaza con una votación del jurado de 4-3.

## Participantes
| Participante                         | Tribu Original | Tribu Fusionada | Resultado final                 | Estadía |
| ------------------------------------ | -------------- | --------------- | ------------------------------- | ------- |
| Graciela Boza 34, Maracay            | Equipo Sur     | Robinson        | Gran Ganadora de Robinson 2003  | 39 días |
| Raúl Arreaza 21, Caracas             | Equipo Sur     | Robinson        | 2.º Lugar de Robinson 2003      | 39 días |
| Alberto Vincentelli 28, Barquisimeto | Equipo Sur     | Robinson        | 3.er Lugar de Robinson 2003     | 38 días |
| Alfredo Gago 21, Caracas             | Equipo Norte   | Robinson        | 13.º eliminado de Robinson 2003 | 37 días |
| Lissette Rojas 32, Caracas           | Equipo Norte   | Robinson        | 12.ª eliminada de Robinson 2003 | 36 días |
| Ángel Mieres 21, Caracas             | Equipo Norte   | Robinson        | 11.º eliminado de Robinson 2003 | 33 días |
| Bibi Kabche 27, Maracaibo            | Equipo Sur     | Robinson        | 10.ª eliminada de Robinson 2003 | 30 días |
| Rhoda van Praag 24, Maracaibo        | Equipo Sur     | Robinson        | 9.ª eliminada de Robinson 2003  | 27 días |
| Carlos Correa 24, Caracas            | Equipo Sur     | Robinson        | 8.º eliminado de Robinson 2003  | 24 días |
| Luis Zeppenfeldt 37, Mérida          | Equipo Sur     | Robinson        | 7.º eliminado de Robinson 2003  | 21 días |
| Raquel Taín 22, Caracas              | Equipo Sur     | Robinson        | 6.ª eliminada de Robinson 2003  | 18 días |
| Goretti De Abreu 34, Caracas         | Equipo Norte   |                 | 5.ª eliminada de Robinson 2003  | 15 días |
| Rafael Cabrera 48, Calabozo          | Equipo Norte   |                 | 4.º eliminado de Robinson 2003  | 12 días |
| Richard Hernández 23, Maracay        | Equipo Norte   |                 | 3.º eliminado de Robinson 2003  | 9 días  |
| Beatriz Pirela 23, Valencia          | Equipo Norte   |                 | 2.ª eliminada de Robinson 2003  | 6 días  |
| Maria Elena Amado 22, Maracaibo      | Equipo Norte   |                 | 1.ª eliminada de Robinson 2003  | 3 días  |

## Votos
|               |               | Tribus Original | Tribus Original       | Tribus Original   | Tribus Original   | Tribus Original  | Tribus Original   | Tribus Fusionadas | Tribus Fusionadas | Tribus Fusionadas | Tribus Fusionadas | Tribus Fusionadas | Tribus Fusionadas | Tribus Fusionadas  | Tribus Fusionadas | Tribus Fusionadas | Tribus Fusionadas | Tribus Fusionadas  |          |
| ------------- | ------------- | --------------- | --------------------- | ----------------- | ----------------- | ---------------- | ----------------- | ----------------- | ----------------- | ----------------- | ----------------- | ----------------- | ----------------- | ------------------ | ----------------- | ----------------- | ----------------- | ------------------ | -------- |
| Episodio #:   | Episodio #:   | 1               | 1                     | 2                 | 3                 | 4                | 5                 | 6                 | 7                 | 8                 | 9                 | 10                | 11                | 12                 | 13                | 13                | 13                | 13                 |          |
| Eliminada/o:  | Eliminada/o:  | Sin Eliminado   | Maria Elena 4/6 votes | Beatriz 4/7 votes | Richard 5/6 votes | Rafael 3/5 votes | Goretti 3/4 votes | Raquel 8/11 votes | Luis 9/10 votes   | Carlos 5/9 votes  | Rhoda 6/9 votes   | Bibi 6/8 votes    | Ángel 4/7 votes   | Lissette 3/6 votes | Alfredo 1/1 votes | Alberto No vote   | Raúl 3/7 votes    | Graciela 4/7 votes |          |
| Participantes | Participantes | Votación        | Votación              | Votación          | Votación          | Votación         | Votación          | Votación          | Votación          | Votación          | Votación          | Votación          | Votación          | Votación           | Votación          | Votación          | Votación          | Votación           | Votación |
|               | Graciela      |                 |                       |                   |                   |                  |                   | Raquel            | Luis              | Bibi              | Rhoda             | Bibi              | Ángel             | Lissette           |                   |                   | Voto Jurado       | Voto Jurado        |          |
|               | Raúl          |                 |                       |                   |                   |                  |                   | Raquel            | Luis              | Bibi              | Bibi              | Bibi              | Ángel             | Lissette           | Alfredo           |                   | Voto Jurado       | Voto Jurado        |          |
|               | Alberto       |                 |                       |                   |                   |                  |                   | Raquel            | Luis              | Bibi              | Rhoda             | Bibi              | Ángel             | Lissette           |                   |                   |                   | Graciela           |          |
|               | Alfredo       | Maria Elena     | Maria Elena           | Rafael            | Richard           | Rafael           | Goretti           | Raquel            | Luis              | Carlos            | Rhoda             | Bibi              | Raúl              | Graciela           |                   |                   |                   | Graciela           |          |
|               | Lissette      | Beatriz         | Beatriz               | Beatriz           | Richard           | Rafael           | Goretti           | Raquel            | Luis              | Carlos            | Rhoda             | Bibi              | Raúl              | Alfredo            |                   |                   |                   | Graciela           |          |
|               | Ángel         | Beatriz         | Maria Elena           | Beatriz           | Richard           | Alfredo          | Goretti           | Raquel            | Luis              | Carlos            | Rhoda             | Bibi              | Raúl              | Raúl               |                   |                   |                   | Graciela           |          |
|               | Bibi          |                 |                       |                   |                   |                  |                   | Luis              | Luis              | Carlos            | Alberto           | Alberto           | Ángel             |                    |                   |                   | Raúl              |                    |          |
|               | Rhoda         |                 |                       |                   |                   |                  |                   | Raquel            | Luis              | Carlos            | Bibi              | Graciela          |                   |                    |                   |                   | Raúl              |                    |          |
|               | Carlos        |                 |                       |                   |                   |                  |                   | Raquel            | Luis              | Bibi              | Rhoda             |                   |                   |                    |                   |                   | Raúl              |                    |          |
|               | Luis          |                 |                       |                   |                   |                  |                   | Bibi              | Bibi              |                   |                   |                   |                   |                    |                   |                   |                   |                    |          |
|               | Raquel        |                 |                       |                   |                   |                  |                   | Luis              |                   |                   |                   |                   |                   |                    |                   |                   |                   |                    |          |
|               | Goretti       | Maria Elena     | Maria Elena           | Beatriz           | Richard           | Rafael           | Ángel             |                   |                   |                   |                   |                   |                   |                    |                   |                   |                   |                    |          |
|               | Rafael        | Maria Elena     | Maria Elena           | Ángel             | Richard           | Alfredo          |                   |                   |                   |                   |                   |                   |                   |                    |                   |                   |                   |                    |          |
|               | Richard       | Beatriz         | Beatriz               | Beatriz           | Rafael            |                  |                   |                   |                   |                   |                   |                   |                   |                    |                   |                   |                   |                    |          |
|               | Beatriz       | Maria Elena     | NO                    | Ángel             |                   |                  |                   |                   |                   |                   |                   |                   |                   |                    |                   |                   |                   |                    |          |
|               | Maria Elena   | Beatriz         | NO                    |                   |                   |                  |                   |                   |                   |                   |                   |                   |                   |                    |                   |                   |                   |                    |          |